# Lucio Silla
Personnages
- Lucio Silla (Lucius Cornelius Sulla), dictateur de Rome (ténor)
- Celia, sa sœur (soprano)
- Cecilio (Cecilius), sénateur romain en exil (soprano castrat)
- Giunia, fille de Caius Marius, promise à  Cecilio (soprano)
- Lucio Cinna (Lucius Cornelius Cinna), ami de Cecilio et ennemi de Lucio Silla (soprano travesti)
- Aufidio (Aufidius), tribun et ami de Lucio Silla (ténor)
- Gardes, nobles, sénateurs, peuple

Airs
- Air de Cecilio : « Il tenero momento » (Acte I)
- Air de Giunia : « Ah, se il crudel periglio » (Acte II)
- Air de Giunia : « Parto, m'affretto » (Acte II)
- Trio de Silla, Giunia et Cecilio : « Quell' orgoglioso sdegno » (Acte II)
- Air de Cecilio «  Pupille amate » (Acte III)

Lucio Silla, K.135 est un opera seria en trois actes composé par Wolfgang Amadeus Mozart en 1772. Le livret, en italien, fut écrit par Giovanni de Gamerra, avec l'aide de Métastase. La première représentation eut lieu à Milan le 25 décembre 1772,.
Deux autres opéras homonymes furent composés en 1774, respectivement par Pasquale Anfossi et Jean-Chrétien Bach.

## Distribution de la première
| Rôle        | Tessiture        | Créateur                   |
| ----------- | ---------------- | -------------------------- |
| Lucio Silla | ténor            | Bassano Morgnoni           |
| Celia       | soprano          | Daniella Mienci            |
| Cecilio     | soprano castrat  | Venanzio Rauzzini          |
| Giunia      | soprano          | Anna de Amicis-Buonsolazzi |
| Lucio Cinna | soprano travesti | Felicità Suardi            |
| Aufidio     | ténor            | Giuseppe Onofrio           |

## Argument

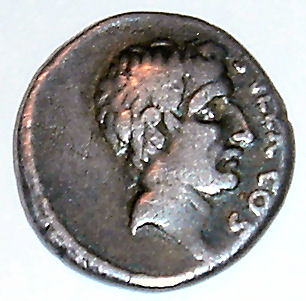
L. Cornelius Sulla.

Le dictateur romain Lucio Silla convoite Giunia, la fille de son ennemi Marius. Giunia, de son côté, aime le sénateur exilé Cecilio. 

### Acte I
Cecilio, un sénateur romain, jadis exilé par Lucio Silla, retourne dans son pays pour rejoindre sa bien-aimée Giunia. Son ami Cinna lui annonce qu'elle est fiancée avec Lucio Silla, dictateur du pays. Convaincue que son bien-aimé est mort comme son père de la main du dictateur, Giunia pleure sa perte. Elle repousse les avances de Lucio Silla, lui disant qu'elle n'épousera jamais le tyran responsable de la mort de son père et de son fiancé. Lors de sa visite quotidienne sur la tombe de son père, elle rencontre Cecilio.

### Acte II
Aufidio, un tribun romain, conseille à Lucio Silla d'essayer d'obtenir l'appui du sénat romain dans sa tentative d'épouser Giunia. Il croit que la jeune fille cédera sous la pression des sénateurs. Lucio Silla veut s'assurer l'appui de Celia ; pour cela il lui promet la main de son fiancé Cinna. Cecilio est décidé à tuer Lucio Silla mais Cinna le retient, expliquant que la prudence est de rigueur afin de ne pas risquer la mort avant d'avoir obtenu vengeance. Dans une conversation avec Giunia, Cinna révèle les intentions de Lucio Silla et suggère qu'elle fasse semblant d'accepter pour le tuer elle-même au moment opportun. Giunia, cependant, déteste tromperie et trahison, et décide de rejeter ouvertement Lucio Silla. Au moment où Giunia menace de se tuer avec un poignard Cecilio arrive à son secours. Ils sont tous les deux emprisonnés.

### Acte III
Giunia arrive à la prison pour dire au revoir à son fiancé. Elle souhaite mourir avec lui. Giunia est désespérée, convaincue que son fiancé va être exécuté. Lucio Silla proclame son verdict au peuple romain et au sénat : Cecilio doit être libéré et il est autorisé à épouser Giunia. Déconcerté par la magnanimité de Lucio Silla, Cinna avoue qu'il était en train de comploter contre lui. Silla lui pardonne et dit qu'il peut épouser Celia. Il enlève sa couronne et renonce à la dictature. Étant arrivé à la conclusion que la magnanimité est un bien plus grand que le pouvoir, il libère tous les prisonniers politiques et donne la liberté au peuple romain.

## Numéros musicaux
Acte I
- n° 1 « Vieni ov'amor t'invita » - Cinna
- n° 2 « Il tenero momento » - Cecilio
- n° 3 « Se lusinghiera speme » - Celia
- n° 4 « Dalla sponda tenebrosa » - Giunia
- n° 5 « Il desio di vendetta » - Silla
- n° 6 Chœur et arioso « Fuor di queste urne dolenti » - Giunia
- n° 7 Duo « D'Elisio in sen m'attendi » - Giunia, Cecilio

Acte II
- n° 8 « Guerrier che d'un acciaro » - Aufidio
- n° 9 « Quest' improvviso tremito » - Cecilio
- n° 10 « Se il labbro timido » - Celia
- n° 11 « Ah se il crudel periglio » - Giunia
- n° 12 « Nel fortunato istante » - Cinna
- n° 13 « D'ogni pietà mi spoglio » - Silla
- n° 14 « Ah se a morir » - Cecilio
- n° 15 « Quando sugl'arsi campi » - Celia
- n° 16 « Parto, m'affretto » - Giunia
- n° 17 Chœur « Se gloria il crin ti cinse »
- n° 18 Trio « Quell' orgoglioso sdegno » - Silla, Cecilio, Giunia

Acte III
- n° 19 « Strider sento la procella » - Celia
- n° 20 « De più superbi il core » - Cinna
- n° 21 « Pupille amate » - Cecilio
- n° 22 « Fra i pensier » - Giunia
- n° 23 Finale « Il gran Silla »

## Discographie sélective
- 1975 : Leopold Hager (dir.) avec P. Schreier, A. Augér, H. Donath, E. Mathis, J. Varady, et W. Krenn. Salzburg Mozart Orchestra.
- 1985 : Sylvain Cambreling (dir.) avec A. Rolfe-Johnson, L. Cuberli, A. Murray, C. Barbaux, A. van Baasbank. Opéra national de Bruxelles.
- 1989 : Nikolaus Harnoncourt (dir.) avec P. Schreier, E. Gruberova, C. Bartoli, D. Upshaw, et Y. Kenny. Vienna Concentus Musicus.